# Mubarakpur
Mubarakpur (o Mubarak Pur) è una suddivisione dell'India, classificata come municipal board, di 51.080 abitanti, situata nel distretto di Azamgarh, nello stato federato dell'Uttar Pradesh. In base al numero di abitanti la città rientra nella classe II (da 50.000 a 99.999 persone).

## Geografia fisica
La città è situata a 26° 5' 24 N e 83° 17' 32 E e ha un'altitudine di 68 m s.l.m..

## Società

### Evoluzione demografica
Al censimento del 2001 la popolazione di Mubarakpur assommava a 51.080 persone, delle quali 26.048 maschi e 25.032 femmine. I bambini di età inferiore o uguale ai sei anni assommavano a 10.117, dei quali 5.079 maschi e 5.038 femmine. Infine, coloro che erano in grado di saper almeno leggere e scrivere erano 25.517, dei quali 14.383 maschi e 11.134 femmine.